# Christ Esabe
Christ Esabe est un boxeur français  né le 12 août 2000 à Meulan-en-Yvelines évoluant dans la catégorie poids plumes.
Surnommé Little T en référence a Mike Tyson, il est en 2019 le premier français à être la même année champion de France senior élite amateur des poids plumes puis plus jeune champion de France de boxe professionnelle de cette catégorie au gala Sportel Award de Monaco.

## Biographie

### Carrière de boxeur amateur
Christ fait ses premiers pas dans une salle de boxe à l'âge de 8 ans grâce à son grand frère Warren Esabe (champion de France cadet et junior) au sein du BAM l'Héritage aux Mureaux, encadré par les frères Hallab.
Il devient à son tour champion de France cadet et deux fois champion de France junior puis intègre l'équipe de France. Christ Esabe participe aux championnats d’Europe junior en 2017, où il s'incline en quart de finale, et devient champion de France sénior des -60kgs en février 2019.

### Parcours de boxeur professionnel
Tout juste couronné champion de France, Christ passe dans les rangs professionnels à seulement 19 ans. Repéré par la Team Monaco Boxe, il s'engage avec le promoteur monégasque Laurent Puons en mars 2019 accompagné par son staff.
Lors son 4e combat, Christ a l'occasion de disputer son premier championnat de France professionnel chez les poids plumes, championnat qu'il remporte face à Jamie Bidwell en octobre 2019 à Monaco. Il devient à cette occasion le plus jeune champion de France de boxe professionnelle, réalisant le doublé en comptant son titre chez les amateurs 8 mois plus tôt. Le natif des Mureaux défend son titre de champion de France face à Rachid Sali, de quasiment 20 ans son ainé, au Casino Barrière de Deauville et s'impose à l'unanimité des juges.
Christ remet en jeu son titre de champion de France poids plumes contre Anthony Auffray, championnat de France qu'il gagne par un KO au 6e round. Pour son dixième combat professionnel, Christ Esabe dispute le championnat WBC Francophone face à Lamberto Macias le 30 octobre 2021. Il s'impose aux points à l'unanimité des juges puis conserve son titre le 19 février 2022 aux dépens de Nicolas Nahuel Botelli,,,,,,.
Il enchaine par un autre succès aux points en 8 rounds contre Sander Diaz à l'Accord Hotel Arena dans une soirée organisée par Canal + en sous carte de Tony Yoka le 15 mai 2022. Le 29 juin 2024, il bat 		l'invaincu boxeur venezuelien Alessangel Mayora pour le gain du titre international IBF vacant World Youth puis termine l'année 2024 par deux autres succès avant la limite aux dépens de Victor Matute et Edixon Perez dans des combats prévus en 8 rounds.
Le 15 mars 2025, il domine Jose Antonio Sanchez Romero sur décision majoritaire des juges dans un combat pour la ceinture européenne EBU vacante Silver,.

## Palmarès

### Amateur
- Champion de France cadet en 2016
- Champion de France junior en 2017
- Éliminé en quart de finale des championnats d'Europe junior en 2017 en Hongrie
- Champion de France Sénior en 2019 des -60 kg (poids plumes)

## Vidéographie
- [vidéo] Christ Esabe, l'enfant prodige des Mureaux, France TV Tous le sport
- [vidéo] Christ Esabe, une première ceinture de champion de France à seulement 19 ans, France TV Tous le sport
- [vidéo] Brakissa rencontre Christ Ebase, champion de France de boxe anglaise